# Mads Bomholt
Mads Bomholt (Hadsund, 30 dicembre 2005) è un calciatore danese, centrocampista dell'Aalborg.

## Carriera

### Club
Cresciuto nel settore giovanile dell'Aalborg, ha debuttato in prima squadra (e contestualmente tra i professionisti) il 6 agosto 2023 nell'incontro di 1. Division (la seconda divisione danese) vinto 4-0 contro il Fredericia; a fine stagione ha conquistato una promozione in prima divisione, categoria nella quale ha esordito nella stagione 2024-2025. Il 4 settembre 2024 ha segnato il suo primo gol fra i professionisti nella partita di Coppa di Danimarca vinto 7-0 contro il Morud.

### Nazionale
Ha giocato nelle nazionali giovanili danesi Under-19 ed Under-20.

## Statistiche

### Presenze e reti nei club
Statistiche aggiornate al 28 aprile 2025.
| Stagione        | Squadra         | Campionato      | Campionato | Campionato | Coppe nazionali | Coppe nazionali | Coppe nazionali | Coppe continentali | Coppe continentali | Coppe continentali | Altre coppe | Altre coppe | Altre coppe | Totale | Totale | Totale |
| Stagione        | Squadra         | Comp            | Pres       | Reti       | Comp            | Pres            | Reti            | Comp               | Pres               | Reti               | Comp        | Pres        | Reti        | Pres   | Reti   |        |
| --------------- | --------------- | --------------- | ---------- | ---------- | --------------- | --------------- | --------------- | ------------------ | ------------------ | ------------------ | ----------- | ----------- | ----------- | ------ | ------ | ------ |
| 2023-2024       | Aalborg         | 1D              | 17         | 0          | CD              | 2               | 0               | -                  | -                  | -                  | -           | -           | -           | 19     | 0      |        |
| 2024-2025       | Aalborg         | SL              | 25         | 3          | CD              | 4               | 1               | -                  | -                  | -                  | -           | -           | -           | 29     | 4      |        |
| Totale carriera | Totale carriera | Totale carriera | 42         | 3          |                 | 6               | 1               |                    | -                  | -                  |             | -           | -           | 48     | 4      |        |